# Cap Froward
Le cap Froward, connu auparavant sous le nom de « Morro de Santa Águeda », est un cap situé au Chili, sur la péninsule de Brunswick, et est le point le plus méridional de la partie continentale de l'Amérique du Sud.
Il a été nommé par le navigateur britannique Thomas Cavendish, qui le passe le 14 janvier 1587, à la suite d'une météorologie extrêmement difficile, avec de forts vents et pluies. Le nom signifie en ancien anglais « pénible », « lassant » et « ennuyeux ».

## Géographie
Le cap appartient administrativement à la province de Magallanes de la région de Magallanes et de l'Antarctique chilien, à 30 kilomètres au sud de Fort Bulnes et à 90 kilomètres au sud de Punta Arenas.
Le cap Froward est situé à environ 15 600 kilomètres de Point Hope, en Alaska, soit la plus grande distance entre deux points situés sur un même continent.

## La Croix des Mers
Une grande croix métallique de plusieurs mètres de haut construite au sommet du cap, appelée la Croix des Mers (en espagnol : Cruz de los Mares, en anglais : Cross of the Seas), en hommage à la visite du pape Jean-Paul II au Chili, en 1987. Cette croix remplace d'autres construites depuis le début du XXe siècle.

## Littérature
Dans son roman Les Enfants du capitaine Grant, paru en 1868, Jules Verne écrit :

« C'est au cap Froward que finit véritablement le continent américain, car le cap Horn n'est qu'un rocher perdu en mer sous le cinquante-sixième degré de latitude. »

Dans Qui se souvient des hommes..., Jean Raspail écrit : 

« Depuis le cap Froward les contours dentelés des vallées semblent prêts à se refermer comme les mâchoires d'un piège mortel. Nulle part, l'œil ne peut se reposer. »

Francisco Coloane, auteur chilien du vingtième siècle, y fait également référence dans sa nouvelle "El témpano de Kanasaka", publiée en 1968 :

« Una noche de temporal, al pasar del cabo Froward al canal Magdalena, lo vi fiero. »

### Source et bibliographie
- (es) Cet article est partiellement ou en totalité issu de l’article de Wikipédia en espagnol intitulé « Cabo Froward » (voir la liste des auteurs).